# Плодожорка сливовая
Сливовая плодожорка (лат. Grapholita funebrana) — бабочка семейства листовёрток, повреждает сливу, абрикос, алычу, персик, терн, редко вишню, черешню. Обитает в Европе, Малой Азии, Северо-Западной Африке, Китае, Японии, Корее, Украине, Молдавии, Закавказье, Казахстане, Средней Азии, России. Время лёта в средней полосе России — июнь — июль.

## Описание
Размах крыльев 10-15 мм. Окраска передних крыльев серовато-бурая с фиолетовым отливом. Зеркальце очень размытое с 3-4 чёрными штрихами либо точками внутри. Задние крылья окрашены в буровато-серые цвета, несколько более светлые у основания.

## Биология
На севере ареала, в средней полосе европейской части и в Приамурье развивается в одном поколении, на юге Дальнего Востока, на Северном Кавказе, в Молдавии, Украине, Средней Азии и Казахстане в двух-трёх поколениях, в Закавказье и Туркмении — в трёх поколениях. Бабочки живут 4-15 дней и обычно не питаются. Лёт бабочек второго поколения начинается во второй половине июня, реже в первых числах июля.

## Жизненный цикл
После спаривания самка откладывает 40 — 85 зеленовато-белых, полупрозрачных, уплощенных яиц диаметром до 0,7 мм.
Самки первого поколения откладывают яйца на плоды, гораздо реже на нижнюю сторону листьев кормовых пород деревьев. Самки второго поколения откладывают яйца на уже созревающие плоды. Стадия яйца 7 — 11 дней.
Гусеница достигает длины 12-15 мм. Её окраска грязно-белая. Окраска гусеницы последнего возраста — красная, нижняя сторона тела и бока бледно-розовые. После отрождения гусеницы проделывают ходы в мякоти плодов по направлению к черешку. Достигнув черешка они перегрызают сосудистую систему, нарушая таким образом приток питательных веществ. В молодых плодах гусеницы очень часто повреждают косточку, а в более зрелых — выгрызают полость в мякоти плода вокруг косточки, заполняя её своими экскрементами. Период развития гусеницы длится 17-30 дней. Зимуют гусеницы последнего возраста. Окукливание гусениц происходит в середине — конце апреля Куколка длиной 6-8 мм, желтовато-коричневая. Стадия куколки длится 15 — 33 дней.

### Кормовые растения гусениц
Семечковых розоцветные, слива, абрикос, алыча, персик, терн, вишня, черешня, шиповник и боярышник, черемуха Максимовича (Padus maximowiczii), уссурийская груша (Pirus ussuriensis).